# Between Order and Model
Between Order and Model EP je velškog sastava Funeral for a Friend.

## Popis skladbi
1. "Amsterdam Conversation"
2. "Juno"
3. "Red Is the New Black"
4. "The Art of American Football"